# Laura DeMarco
Laura Grace DeMarco (15 de noviembre de 1974) es una profesora de matemáticas por la Universidad del Noroeste dedicada a la investigación sobre sistemas dinámicos y análisis complejo.
Recibió el grado de doctor en filosofía por la Universidad de Harvard en 2002 bajo la supervisión de Curtis T. McMullen. Se licenció por la Universidad de Virginia y obtuvo el máster por la Universidad de California en Berkeley.
En 2012, DeMarco se hace socia de la Sociedad Matemática americana. En 2017  recibe el premio Ruth Lyttle Satter en Matemáticas de la Sociedad Matemática Americana, por sus contribuciones fundamentales a la dinámica compleja, la teoría potencial y en el campo emergente de la dinámica aritmética.

## Otras lecturas
- Hartnett, Kevin (3 de enero de 2017), «3-D Fractals Offer Clues to Complex Systems», Quanta Magazine.